# Anthanassa acesas
Anthanassa acesas är en fjärilsart som beskrevs av William Chapman Hewitson 1864. Anthanassa acesas ingår i släktet Anthanassa och familjen praktfjärilar. Inga underarter finns listade i Catalogue of Life.

## Bildgalleri

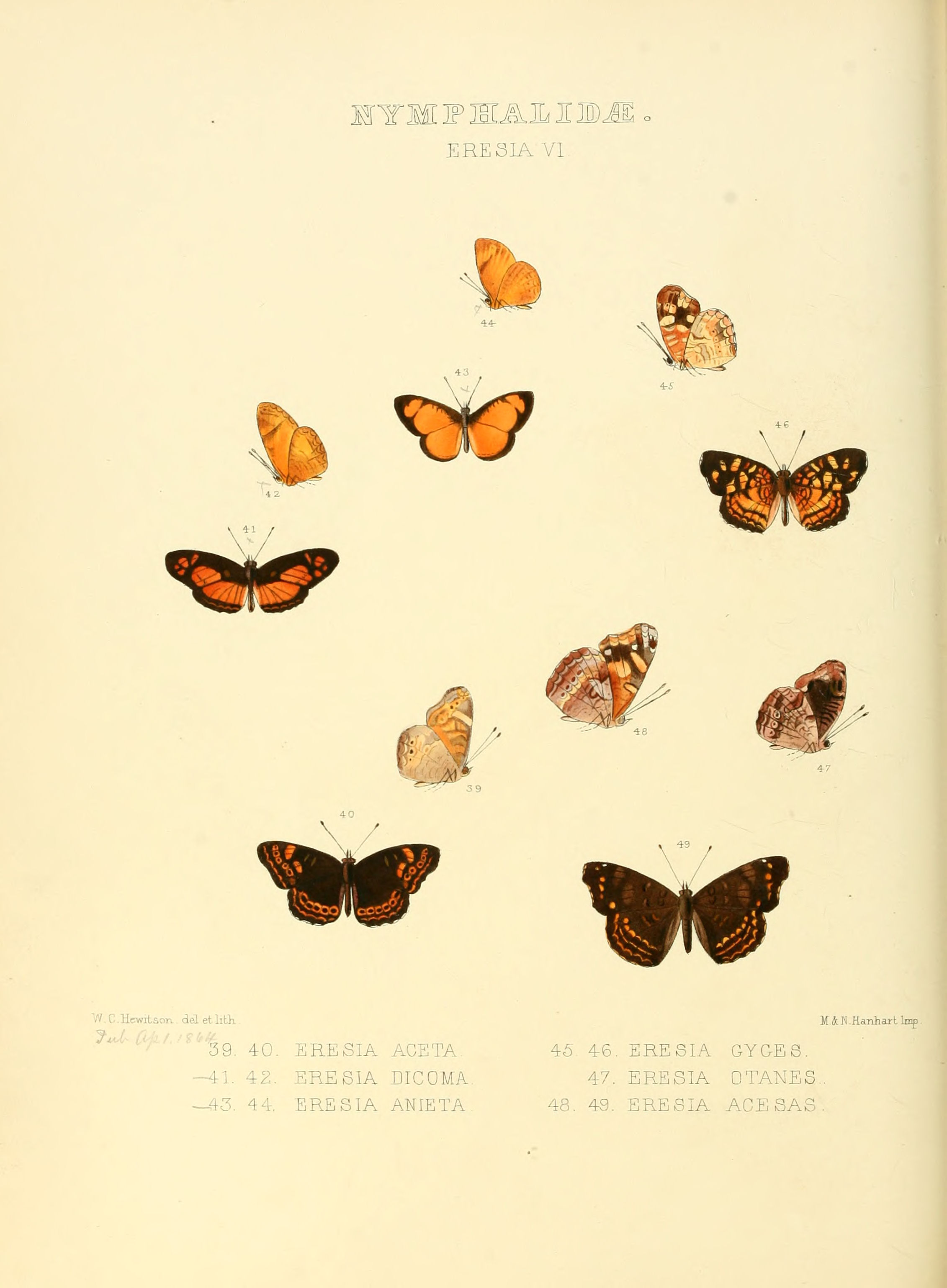